# Der Mann aus San Fernando
Der Mann aus San Fernando (Originaltitel: Every Which Way But Loose) ist ein US-amerikanischer Film von Regisseur James Fargo aus dem Jahr 1978. Der Film startete am 1. März 1979 in den bundesdeutschen Kinos. Eine Fortsetzung folgte zwei Jahre später unter dem Titel Mit Vollgas nach San Fernando.

## Handlung
Philo Beddoe arbeitet als Lkw-Fahrer und Automechaniker im San Fernando Valley, wo er zusammen mit seinem Orang-Utan Clyde lebt. Nebenbei verdient er sich Preisgelder bei illegalen Boxkämpfen. Eines Tages lernt er in einem Club die aus Denver stammende Countrysängerin Lynn Halsey-Taylor kennen. Philo verliebt sich in Lynn, doch diese ist plötzlich verschwunden. Philo macht sich daraufhin zusammen mit seinem Freund Orville und Orang-Utan Clyde auf den Weg nach Denver. Das Geld für die Reise verdient sich Philo durch illegale Boxkämpfe mit bloßen Fäusten (sogen. Bare-knuckle fights).
Verfolgt werden sie dabei von der Motorradgang Black Widows und einem Sheriff, mit denen er jeweils zuvor aneinandergeraten war. Unterwegs treffen sie auf Echo, die Orvilles Freundin wird und sich dem Trio anschließt. Zwischenzeitlich stellt sich heraus, dass Lynn gar kein Interesse hat, Philo wiederzusehen, da sie es nur auf sein Geld abgesehen hatte. Sie bedient sich der Hilfe der Black Widows und lockt Philo in eine Falle. Es gelingt diesem aber mit Hilfe seiner Freunde, die Motorräder der Gang zu zerstören und zu flüchten.
Schließlich gelingt es Philo, Lynn zu finden. Diese sagt ihm jedoch, dass sie nicht an ihm interessiert sei, und fängt an, auf ihn einzuschlagen. Zwischenzeitlich hat Orville die Gelegenheit zu einem Boxkampf gegen den legendären „Tank“ Murdock aufgetan. Dieser möchte nach einem letzten, lukrativen Kampf zurücktreten. Philo tritt gegen Murdock an, der aufgrund seines fortgeschrittenen Alters jedoch keine Chance hat. Im Laufe des Kampfes dreht sich die Stimmung des Publikums. Nachdem alle zunächst auf der Seite von Murdock gewesen waren, wird er wegen seiner Chancenlosigkeit gnadenlos beschimpft und ausgepfiffen. Philo ist davon angewidert und beschließt, den Kampf absichtlich zu verlieren. Er lässt sich von Murdock K. o. schlagen, um dessen Reputation als Boxer zu bewahren. Am nächsten Tag macht er sich mit Orville und Echo sowie dem Orang-Utan Clyde auf den Weg nach Hause.

## Kritik
Die „völlig anspruchslose Actionkomödie“ (Lexikon des internationalen Films) wurde meist negativ aufgenommen. Janet Maslin beispielsweise fand es alarmierend, dass Eastwood nun neben einem begabten Affen der Co-Star sei, bezeichnete den Film als richtungslos und bemängelte am durchaus charismatischen Hauptdarsteller, dass er wenige Fähigkeiten für eine Komödie mitbringe (New York Times).

## Einspielergebnis
Der Film spielte bei einem Budget von 5 Millionen Dollar fast 105 Millionen Dollar ein.